# Lerista gerrardii
Lerista gerrardii — вид сцинкоподібних ящірок родини сцинкових (Scincidae). Ендемік Австралії.

## Поширення і екологія
Lerista gerrardii мешкають у внутрішніх районах на південному заході Західній Австралії, а також на узбережжі в районі Джералдтона. Вони живуть в субтропічних лісах і чагарникових заростях, серед опалого листя.